# オープニングアクト
オープニングアクト（Opening Act）は、コンサートにおいて行われる前座、あるいはそれを務めるミュージシャンやバンドのことである。

## 概要
オープニングアクトの役割は、コンサート会場の観客をヘッドライナーや、主催のミュージシャンやバンドの前に盛り上げることである。
オープニングアクトは、ヘッドライナーや主催のミュージシャンやバンドの観客を相手にパフォーマンスを魅せることにより多くの人たちに自分たちの楽曲や演奏を主張、宣伝することができる。さらに自身らの顧客とは好みの音楽ジャンルが異なる層の観客を取り込むチャンスとなる場合もある。
無名・若手のミュージシャンやバンドが既に知名度のあるミュージシャンやバンドのコンサート・ツアーに同行するなどしてオープニングアクトを務めるメリットは莫大で、成功への近道にもなり得る。また、既に知名度のあるベテランミュージシャンやバンドが、知名度と勢いのある若手ミュージシャンやバンドをオープニングアクトに招いて、話題作りや顧客層の若返りを図る場合がある。
日本国内のミュージシャンやバンドが、海外のミュージシャンやバンドのオープニングアクトを務めて、海外進出を図る場合がある。その逆に、海外のミュージシャンやバンドが、日本国内のミュージシャンやバンドをオープニングアクトに起用して、日本へ向けての話題作りを図る場合もある。
また、知名度があまり高くないバンド等がツアーで回る際に地元のバンドをオープニングアクトとして用意するライブハウスもあるが
その場合には、オープニングアクトに託された一番重要な役目は集客である。
しかし、その事実が直接伝えられる事はほぼ無いので、その自覚を無く本番に臨むプレイヤーも少なくない。